# Autovía de Alicante
La autovía de Alicante o A-31 une Alicante con Albacete, el centro de España y Madrid. Es una autovía muy concurrida, sobre todo en el período estival, ya que supone una conexión del centro peninsular con la costa mediterránea.

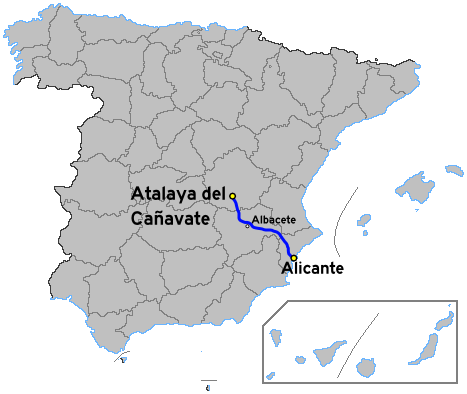

Además esta autovía, en su tramo de Caudete a Alicante, forma junto con la A-35, la A-7 y la A-33 (anteriormente N-430, N-340 y N-344 respectivamente) un itinerario alternativo a la AP-7 entre Valencia y Alicante, con una longitud similar al de la autopista libre de peaje. Este trayecto era íntegramente por autovía, excepto el tramo entre Fuente la Higuera y Caudete, hasta que en 2020 se finalizó este tramo de la autovía A-33. Otra ruta alternativa a la AP-7 es la autovía Central, que transcurre entre el cruce de la A-35 y la A-7 en dirección a Alcoy hasta Alicante, cuyo último tramo fue inaugurado el 31 de octubre de 2011.

## Historia
Los primeros tramos de la autovía fueron inaugurados en el año 1987 con la variante de Albacete, que pasa por el nordeste de la localidad. Con el tiempo se fue desdoblando la carretera convencional tramo por tramo hasta que se completó en el año 1995 con el acceso al puerto de Alicante. Entre Honrubia y Albacete se construyó en los años 80 y 90, con inauguraciones entre los años 1987 y 1992. Desde Albacete hasta Alicante, entre los años 1989 y 1995.
Si bien el tramo hábil era Madrid-La Roda, puesto que se aprovechaba el desdoblamiento de la N-III precisamente hasta Honrubia (se daba el hecho de que como hasta Honrubia compartía el mismo trazado que la antigua nacional la autovía se llamó N-III, el tramo entre Honrubia y La Roda fue denominado A-31 y el resto N-301, N-430 y N-330). Posteriormente, tras las protestas por parte de la Generalidad Valenciana y la Junta de Comunidades de Castilla-La Mancha solicitando el desdoblamiento de la N-III hasta Valencia y la consecuente apertura del resto de la A-3, la A-31 pasó a tener su inicio en el enlace con la A-3, a la altura de Atalaya del Cañavate. Finalmente, con la reforma de las nomenclaturas de las carreteras, pasó a denominarse también A-31 el resto de tramo de autovía que desde La Roda hasta Albacete venía denominándose N-301, el tramo de autovía desde Albacete hasta Almansa (lo que seguía denominándose N-430) y finalmente, el tramo de autovía desde Almansa hasta Alicante que anteriormente se llamaba N-330.
En sus obras se encontró una necrópolis del poblado íbero-romano de El Monastil.

## Tramos
| Identificador | ID hasta 2003 | Tramo | Kilómetros | Año servicio                                                                           |
| ------------- | ------------- | --- | ---------- | -------------------------------------------------------------------------------------- |
| A-3           | A-31          | Honrubia - Atalaya del Cañavate A-3 A-43 Tramo original Tramo ampliado                                                                                    | 12,8 12,8  | 2 carriles por sentido: 1992 3 carriles por sentido: Proyecto aprobado definitivamente |
| A-31          | A-31          | Atalaya del Cañavate A-3 A-43 - La Roda Oeste | 36,7       | 1992                                                                                   |
| A-31          | N-301         | Variante de La Roda Tramo: La Roda Oeste - La Roda Este                                                                                                   | 5,1        | 1988                                                                                   |
| A-31          | N-301         | La Roda Este - Albacete Norte | 27,8       | 1990                                                                                   |
| A-31          | N-301         | Circunvalación de Albacete Tramo: Albacete Norte - Albacete Este A-30                                                                                     | 11,3       | 1987                                                                                   |
| A-31          | N-430         | Albacete Este A-30 - Villar de Chinchilla | 27,8       | 1992                                                                                   |
| A-31          | N-430         | Villar de Chinchilla - Enlace CM-3201 | 27         | 1992                                                                                   |
| A-31          | N-430         | Enlace CM-3201 - Almansa Oeste | 10,4       | 1992                                                                                   |
| A-31          | N-430         | Almansa Oeste - Enlace A-35 | 13,1       | 1991                                                                                   |
| A-31          | N-330         | Enlace A-35 - Villena Norte | 25,3       | 1989                                                                                   |
| A-31          | N-330         | Variante de Villena Tramo original: Villena Norte - Villena Sur Tramo ampliado: Villena Norte - Villena Sur                                               | 4,1 4,1    | 1 carril por sentido: 1978 2 carriles por sentido: 1990                                |
| A-31          | N-330         | Villena Sur - Petrel Norte | 16,6       | 1989                                                                                   |
| A-31          | N-330         | Petrel Norte - Novelda Norte Tramo original: Petrel Norte - Petrel Sur Tramo ampliado: Petrel Norte - Novelda Norte                                       | 6,4 9      | 1 carril por sentido: 1975 2 carriles por sentido: 1989                                |
| A-31          | N-330         | Novelda Norte - Monforte del Cid Norte | 5,6        | 1989                                                                                   |
| A-31          | N-330         | Monforte del Cid Norte - El Rebolledo Tramo original: Monforte del Cid Norte - Monforte del Cid Sur Tramo ampliado: Monforte del Cid Norte - El Rebolledo | 3,4 7,2    | 1 carril por sentido: 1981 2 carriles por sentido: 1989                                |
| A-31          | N-330         | El Rebolledo - Alicante A-7 | 11,5       | 1989                                                                                   |
| A-31          | N-330         | Acceso al Puerto de Alicante Tramo: Enlace A-7 - Puerto de Alicante                                                                                       | 3,4        | 1995                                                                                   |

## Recorrido

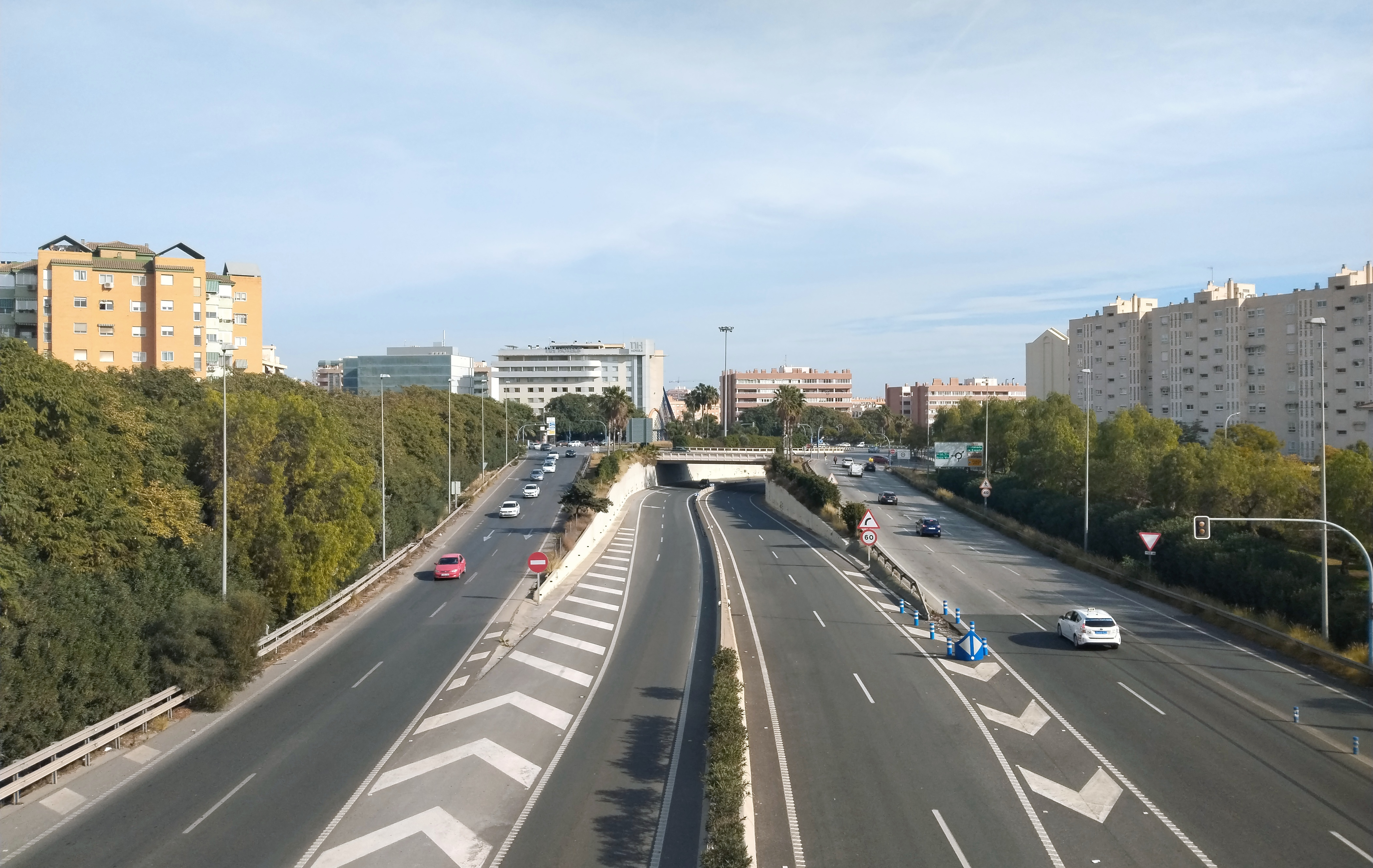
La A-31 a su paso por la ciudad de Alicante

La A-31 se inicia en el enlace que se ubica en el punto kilométrico 177 de la A-3 (autovía Madrid-Valencia) sito en Atalaya del Cañavate (Cuenca), desde el cual también se enlazan ambas autovías con la A-43 que cubre la ruta Extremadura - Comunidad Valenciana (aunque actualmente sólo llega hasta Ciudad Real). La A-31 tiene una longitud de 239 km y atraviesa dos CC.AA. (Castilla-La Mancha y Comunidad Valenciana) y tres provincias (Cuenca, Albacete y Alicante).
Volviendo al recorrido, este se proyecta en orientación sudeste en dirección a Albacete, atravesando en primer lugar el término municipal de Tébar, cruzando la N-310 a la altura de Sisante. Diecisiete kilómetros después la A-31 sale de la provincia de Cuenca y entra en la de Albacete, concretamente en el p.k. 30, enlazando (sólo si se circula dirección Madrid) apenas un kilómetro más adelante con la autopista de peaje AP-36 Ocaña - La Roda, que es una alternativa para descongestionar tanto la A-3 como la antigua N-301 de posibles colapsos de tráfico proveniente de o en dirección a Madrid.
Tras ello, la A-31 continúa hacia Albacete, pasando en primer lugar por La Roda, el municipio de mayor importancia de la zona, prueba de ello es que podemos acceder allí de manera directa desde la autovía a través de cuatro salidas distintas. Más adelante, la A-31 cruza La Gineta, desde donde parte la CM-220 en dirección Cuenca (hasta 2007 no era una carretera única, sino que pertenecía a la N-320 la cual ahora termina en la propia ciudad de Cuenca). 
15 kilómetros más tarde, y tras haber pasado en paralelo al polígono industrial Campollano, la A-31 hace las veces de circunvalación de Albacete y se cruza con otras carreteras de la red estatal: en el p.k. 73 conecta con la A-32 por la cual podemos dirigirnos hacia Requena (Valencia) en dirección norte y hacia Bailén (Jaén) en dirección sur; y en el p.k. 80, ya fuera del término municipal de Albacete, enlaza con la A-30, autovía que se dirige a Murcia y Cartagena. 
Siguiendo por la A-31, ésta se adentra en la comarca de Monte Ibérico-Corredor de Almansa pasando cerca de varios pueblos integrantes de la misma, como: Chinchilla de Montearagón, Villar de Chinchilla, Hoya Gonzalo, Higueruela, Corral-Rubio, Pétrola, Bonete, Alpera, Almansa y Caudete. A pesar de que Bonete es la capital designada de la comarca, la población más importante de la zona es Almansa, con casi 25 000 habitantes y multitud de infraestructuras, como por ejemplo el Hospital de Almansa, que lo convierten en la referencia de la zona para el resto de municipios. 
En las inmediaciones de Almansa es posible cambiar de rumbo hacia varios lugares, pues la A-31 se conecta en esta zona tanto con la N-330 (salida 148) que permite tomar la ruta Ayora-Requena-Teruel-Zaragoza, y 7 kilómetros más adelante (salida 155) permite conectar con la A-35, que se dirige hacia Valencia por el interior. En las inmediaciones de Caudete entra en la provincia de Alicante y nada más adentrarse en ella conecta con la "Y" interregional que permite conectar cuatro poblaciones cercanas de cuatro provincias distintas: Fuente la Higuera (Valencia) por la variante norte de la A-33 que finaliza en la A-35, Caudete (Albacete) y Yecla (Murcia) por la variante sur de la N-344, que finaliza en la A-33 dirección Murcia, y Villena (Alicante) siguiendo por la autovía que nos ocupa. Tras Villena, la A-31 pasa por las poblaciones de Sax donde encontramos el enlace con la CV-80, que conecta la comarca del Alt Vinalopó con Alcoy y Valencia; Elda, Petrel, Novelda donde se encuentra el enlace con la CV-84 y la N-325 que se dirigen a Elche y Crevillente respectivamente pasando por Aspe; y Monforte del Cid donde se encuentra el enlace con la A-7 que va hacia Elche y Murcia en su variante sur y Benidorm y Valencia en su variante norte. Finalmente, y tras entrar en el término municipal de la capital, la A-31 termina su recorrido en el puerto de Alicante.

## Peajes en sombra para la reforma y conservación de la A-31
En noviembre de 2007 se adjudicó a tres concesionarias la reforma y conservación de la autovía por un período de 19 años, hasta el año 2026. Estas actuaciones están incluidas en el “Plan de Renovación de las Autovías de Primera Generación del Ministerio de Fomento”.
Las autovías de primera generación, entre las que se incluye la A-31, se construyeron en su mayor parte por duplicación de trazados ya existentes. Debido al aumento del tráfico, velocidades de circulación y número de accidentes se impuso la necesidad de acometer actuaciones de mejora y acondicionamiento para su adecuación a las nuevas exigencias de seguridad, y en la medida de lo posible, a las diversas normas y recomendaciones en materia de carreteras publicadas después de su construcción.
Esta demanda se traduce, fundamentalmente, en ofrecer en todo su recorrido unos niveles de seguridad y servicio asimilables a los que prestan las autovías y autopistas de reciente construcción. Los tramos adjudicados para su reforma y conservación se explotan bajo la modalidad de peaje en sombra cuyas tarifas se ajustan a un conjunto de indicadores de calidad vinculados al estado de la vía y a la calidad del servicio ofertado.
Las reformas del tramo La Roda - Bonete, cuyas obras finalizaron en 2011, consistieron en la construcción de nuevos trazados, variantes y enlaces. Entre otros se han eliminado más de 13 cambios de rasante, prolongado más de 30 carriles de aceleración y deceleración y se han construido tramos de nueva autovía, así como 6 nuevas glorietas de enlace y 5 pasos superiores.
La reforma del tramo Bonete – Alicante se encuentra aún pendiente de ejecución.
Las concesionarias son las siguientes:
Tramo Atalaya del Cañavate (p.k. 0,000) - La Roda (p.k. 29,800): Sociedad concesionaria Autovía Conquense, S.A., con participación mayoritaria de FCC. Esta sociedad también tiene en concesión un tramo de 107 kilómetros de la A-3 en la provincia de Cuenca.
Tramo La Roda (p.k. 29,800) – Bonete (p.k. 124,800): Sociedad concesionaria Autovía de los Llanos, S.A., Aullasa. Participada por Construcciones Sarrión.
Tramo Bonete (p.k. 124,000) – Alicante (p.k. 235,400): Grupo Ortiz

## Salidas
| Número de Salida | Nombre de Salida                                                                                  | Carretera que enlaza |
| ---------------- | ------------------------------------------------------------------------------------------------- | -------------------- |
|                  | Autovía del Este - E-901 A-3 Tarancón - Madrid                                                    | E-901 A-3            |
| 1                | Valencia Atalaya del Cañavate - Ciudad Real                                                       | E-901 A-3 A-43       |
| 14               | Sisante - Vara de Rey - Cuenca                                                                    | N-310                |
| 18               | Pozoamargo - Casas de la Loma                                                                     |                      |
|                  | Provincia de Albacete / Provincia de Cuenca (km. 30)                                              |                      |
| 32M              | Las Pedroñeras - Ciudad Real A-43 - Toledo CM-42 - Madrid                                         | AP-36                |
| 35A              | Minaya - La Roda                                                                                  | N-301                |
| 37M              | Minaya                                                                                            | N-301                |
| 38               | La Roda - Cuenca                                                                                  | CM-313               |
| 39A              | La Roda - Fuensanta                                                                               | CM-3106              |
| 41M              | La Roda                                                                                           | N-301                |
| 52               | Montalvos                                                                                         |                      |
| 56               | La Gineta - Cuenca                                                                                | N-320                |
| 58               | La Gineta                                                                                         |                      |
| 61               | Vía de servicio - Urbanización                                                                    |                      |
| 65               | Vía de servicio - Urbanización                                                                    |                      |
| 69               | Polígono industrial Campollano - Albacete                                                         | N-301a               |
| 73               | Requena - Teruel Albacete - Jaén Manzanares                                                       | N-322 A-32 N-430     |
| 76               | Albacete este - Ayora - Circuito de velocidad                                                     | CM-332               |
| 79A              | Tobarra - Murcia Albacete sur                                                                     | A-30 N-301           |
| 80M              | Tobarra - Murcia Albacete sur                                                                     | A-30 N-301           |
| 81               | Área de servicio                                                                                  |                      |
| 86               | Área de servicio - Urbanización                                                                   |                      |
| 88               | Chinchilla de Monte-Aragón                                                                        |                      |
| 89A              | Chinchilla de Monte-Aragón                                                                        |                      |
| 91M              | Chinchilla de Monte-Aragón                                                                        |                      |
| 93               | Estación de Chinchilla de Monte-Aragón                                                            | CM-3255              |
| 100              | Vía de servicio                                                                                   |                      |
| 103              | Hoya-Gonzalo                                                                                      | B-13                 |
| 104M             | Venta de Alhama                                                                                   |                      |
| 107A             | Villar de Chinchilla                                                                              |                      |
| 110M             | Villar de Chinchilla                                                                              |                      |
| 111              | Pétrola                                                                                           | CM-3211              |
| 112              | Higueruela - Corral-Rubio - Estación de Villar de Chinchilla                                      | B-10                 |
| 123A             | Bonete                                                                                            | CM-3261              |
| 124A             | Vía de servicio                                                                                   |                      |
| 124M             | Bonete - Higueruela                                                                               | CM-3209              |
| 136              | Alpera                                                                                            | CM-3201              |
| 140              | Vía de servicio - Pantano de Almansa                                                              |                      |
| 146              | Montealegre del Castillo - Hellín - Polígono industrial El Mugrón                                 | CM-412               |
| 147              | Almansa Este - Polígono industrial El Mugrón                                                      |                      |
| 148              | Ayora - Almansa - Teruel - Hospital General de Almansa                                            | N-330                |
| 155              | Valencia Almansa                                                                                  | A-35 N-430a          |
| 157              | Casas del Campillo                                                                                |                      |
|                  | Comunidad Valenciana / Castilla-La Mancha Provincia de Alicante / Provincia de Albacete (km. 165) |                      |
| 168              | Estación de La Encina                                                                             |                      |
| 170              | Fuente la Higuera - Valencia - Caudete - Murcia                                                   | N-344                |
| 172              | Fontanares - Prisión de Villena                                                                   | CV-656               |
| 173              | Valencia                                                                                          | A-33                 |
| 175              | Urbanización Los Almendros                                                                        |                      |
| 179              | Colonia El Morrón                                                                                 |                      |
| 182A             | Villena - Onteniente - Yecla                                                                      | CV-81                |
| 183M             | Villena - Caudete - Onteniente - Yecla                                                            | CV-81 CV-809         |
| 185              | Villena - Biar                                                                                    | CV-799               |
| 187              | Polígono industrial                                                                               |                      |
| 191              | Santa Eulalia                                                                                     |                      |
| 194A             | Castalla - Alcoy                                                                                  | CV-80 A-7            |
| 196              | Sax Castalla - Alcoy                                                                              | CV-830 CV-80 A-7     |
| 197              | Sax                                                                                               |                      |
| 201              | Elda (Norte) - Hospital comarcal                                                                  | CV-835               |
| 202              | Petrel - Centro Comercial                                                                         | CV-837               |
| 204A             | Petrel - Polígono industrial                                                                      |                      |
| 205M             | Petrel - Polígono industrial                                                                      |                      |
| 207              | Elda (Sur) - Monóvar                                                                              | CV-83                |
| 208M             | Loma Badá                                                                                         |                      |
| 213A             | Novelda - Aspe - Crevillente                                                                      | N-325                |
| 213M             | Novelda (Norte)                                                                                   | N-325                |
| 215A             | Novelda - Agost - Elche ( Ronda Oeste Centros Comerciales )                                       | CV-820 CV-84         |
| 216M             | Novelda - Agost                                                                                   | CV-820               |
| 216A             | Monforte del Cid                                                                                  |                      |
| 218              | Monforte del Cid - Aspe - Agost                                                                   | CV-825               |
| 221              | Orito                                                                                             | CV-831               |
| 223A             | Elche - Murcia - CV-847 Aspe                                                                      | A-7 E-15             |
| 224A             | Benidorm - Valencia - CV-824 La Alcoraya                                                          | AP-7 E-15            |
| 225M             | Benidorm - Valencia - CV-824 La Alcoraya - CV-847 Aspe                                            | AP-7 E-15            |
| 227              | Urbanización                                                                                      |                      |
| 231              | El Rebolledo                                                                                      |                      |
| 233              | Polígono Industrial Las Atalayas                                                                  |                      |
| 234              | Polígono Industrial Plà de la Vallonga - Bacarot - Torrellano                                     | N-330a CV-8482       |
| 235              | Elche - Murcia - Alcoy - Valencia                                                                 | E-15 A-70            |
| 237              | Elche - Alicante Polígono Industrial de Babel Centro Comercial Puerta de Alicante                 | CV-86 A-79           |
| 239              | Alicante Gran Vía N-332 Santa Pola                                                                |                      |
|                  | Puerto de Alicante                                                                                |                      |